# Wilgotniczka papuzia

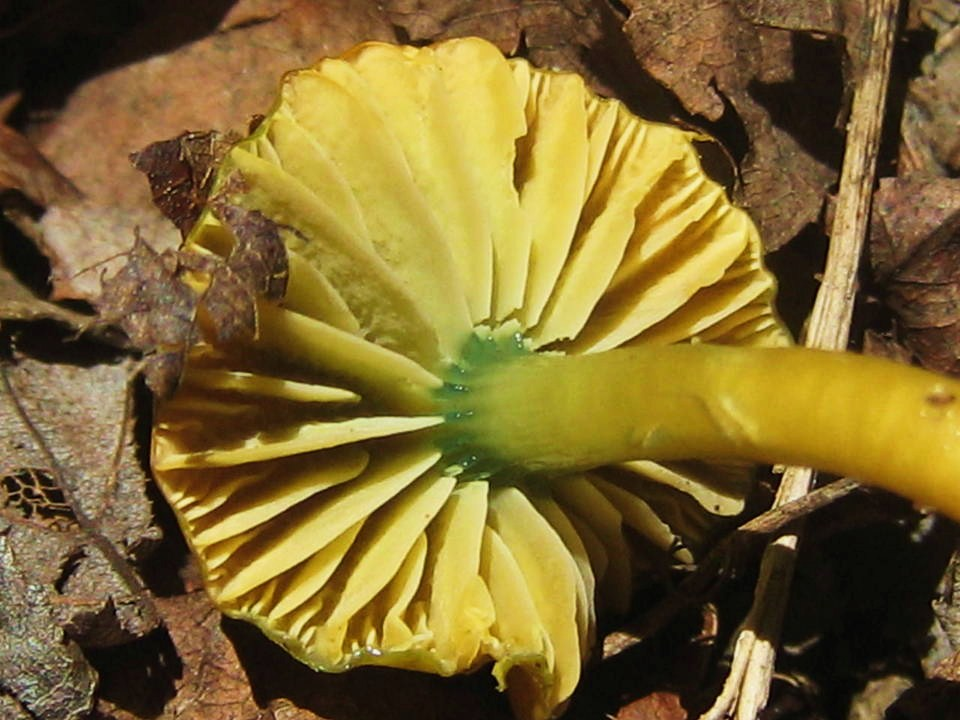

Wilgotniczka papuzia, wilgotnica papuzia (Gliophorus psittacinus (Schaeff.) Herink) – gatunek grzybów z rodziny wodnichowatych (Hygrophoraceae).

## Systematyka i nazewnictwo
Pozycja w klasyfikacji według Index Fungorum: Hygrophoraceae, Agaricales, Agaricomycetidae, Agaricomycetes, Agaricomycotina, Basidiomycota, Fungi.
Po raz pierwszy takson ten zdiagnozował w 1774 r. Schaeffer nadając mu nazwę Agaricus psittacinus. Obecną, uznaną przez Index Fungorum nazwę nadał mu w 1958 r. Josef Herink.
Synonimów naukowych ma ponad 20. Niektóre z nich:
- Gliophorus perplexus (A.H. Sm. & Hesler) Kovalenko 1989
- Gliophorus sciophanus (Fr.) Herink, Sb. severočesk. Mus., Hist. Nat. 1: 82 (1958)
- Hygrocybe psittacina (Schaeff.) P. Kumm. 1871 var. psittacina
- Hygrophorus psittacinus (Schaeff.) Fr. 1838

Nazwę polską „wodnica papuzia” podała Barbara Gumińska w 1983 r. (dla synonimu Hygrocybe psittacina (Schaeff.) P. Kumm.) W polskim piśmiennictwie mykologicznym gatunek ten opisywany był też jako „wodnicha żywobarwna”. W 2021 Komisja ds. Polskiego Nazewnictwa Grzybów Polskiego Towarzystwa Mykologicznego zarekomendowała, aby w razie używania synonimu Gliophorus psittacinus (Schaeff.) Herink używać nazwy „wilgotniczka papuzia”.

## Morfologia
Kapelusz
Średnicy od 1 do 4 cm, młody – stożkowaty, dzwonkowaty, później wypukły do rozpostartego z tępym garbkiem. Cienkomięsisty, jego powierzchnia jest bardzo mocno śluzowata. Kolor trawiastozielony, później żółtozielony, zielonopomarańczowy, pomarańczowożółty, pomarańczowobrązowy. Starsze owocniki płowieją, a ich brzeg staje się pofałdowany i żłobiony od prześwitujących blaszek.
Blaszki
Grube, rzadkie, szerokie, wybrzuszone, przyrośnięte do trzonu. U młodych owocników mają barwę od żółtej do pomarańczowej, u starszych zielonkawą.
Trzon
Wysokość 3–7 cm, grubość 3–8 mm. Jest walcowaty, lub wrzecionowaty, pusty i bardzo śluzowaty. Powierzchnia gładka, błyszcząca, w dolnej części żółta lub pomarańczowa, w górnej zielona.
Miąższ
Bardzo kruchy, biały z odcieniem żółtawym, zielonkawym i pomarańczowym. Smak łagodny, brak zapachu.
Wysyp zarodników
Biały, nieamyloidalny. Zarodniki eliptyczne, gładkie.

## Występowanie i siedlisko
W Polsce gatunek rzadki. Znajduje się na Czerwonej liście roślin i grzybów Polski. Ma status R – potencjalnie zagrożony z powodu ograniczonego zasięgu geograficznego i małych obszarów siedliskowych. Znajduje się na listach gatunków zagrożonych także w Holandii i Niemczech.
Pojawia się od maja do połowy listopada na nienawożonych pastwiskach, łąkach, trawnikach, na obrzeżach lasów, na leśnych drogach, na trawiastych miejscach w świetlistych lasach.

## Znaczenie
Grzyb niejadalny.

## Gatunki podobne
Ze względu na charakterystyczny kolor, łamliwość i oślizgłość pomylenie wilgotniczki papuziej z innym gatunkiem jest mało prawdopodobne. Nieco podobna jest dzwonkówka brązowozielona (Entoloma incanum), która jednak nie ma odcieni żółtopomarańczowych.